# Заборье (Дрибинский район)
Заборье (бел. Забор'е) — деревня в составе Черневского сельсовета Дрибинского района Могилёвской области Республики Беларусь.

## История
Упоминается в 1674 году как деревня в Оршанском повете ВКЛ.

## Население
- 1999 год — 59 человек
- 2010 год — 39 человек